# Гамла
Га́мла (Гама́ла, ивр. גמלא‎) — древний еврейский город на западном склоне Голанской возвышенности в 18 км северо-восточнее озера Кинерет. Находится на территории, контролируемой Израилем.
Основан в 81 году до н. э. в составе Хасмонейского царства. Был опорным пунктом восставших в Иудейской войне. В 67 году н. э. после месячной осады был взят и разрушен римскими войсками.
Основными источниками информации о Гамле служат сочинения древнееврейского историка Иосифа Флавия и результаты археологических раскопок, проводившихся в 1970—1990-е годы.

## История

### Раннее поселение
Археологические раскопки показали, что на месте Гамлы существовало поселение уже в раннем бронзовом веке. Поселение вероятно было сельскохозяйственным, поскольку археологи нашли множество отполированных долгим употреблением кремнёвых серпов. Некоторые находки относятся к ещё более раннему медному веку. Древние строения были настолько прочными, что использовались впоследствии в I веке до н. э. Примерно в 2700 г. до н. э., поселение было заброшено и восстановлено как военный форпост только во времена Селевкидов. Мишна упоминает Гамлу в числе городов, завоёванных Иисусом Навином, хотя в действительности городище было покинуто до прихода евреев; археолог Дани Сион предполагает, что жители еврейской Гамлы сами увязали остатки древних стен с библейской историей.

### Создание Гамлы
Краткая еврейская энциклопедия приводит в качестве даты основания Гамлы 81 год до н. э. — время правления Александра Янная, который присоединил Голаны к Хасмонейскому царству.
Название города происходит от слова «гамаль» (ивр. גמל‎ — верблюд), поскольку холм, на котором находился город, напоминает горб верблюда. В I веке до нашей эры наблюдалось резкое усиление еврейского присутствия на Голанах, о чём свидетельствует массовое использование в Гамле монет Хасмонеев.
Есть иные версии появления города. Возможно, что еврейский населённый пункт на месте Гамлы ранее основали выходцы из Вавилона. Эта теория основывается на арамейском написании названия «Гамла» (с алефом на конце). Ицхак Галь полагал, что победа Маккавеев в борьбе с греками стала толчком к возвращению в Землю Израильскую части вавилонских евреев, которые в том числе расселились и на Голанах, где ещё не был установлен еврейский контроль. В частности, в первой книге «Иудейских войн» Иосифа Флавия сказано, что Яннай захватил крепость Гамлу в ходе войны в Галилее против селевкидского правителя Деметрия Эвкера.

### Жизнь города

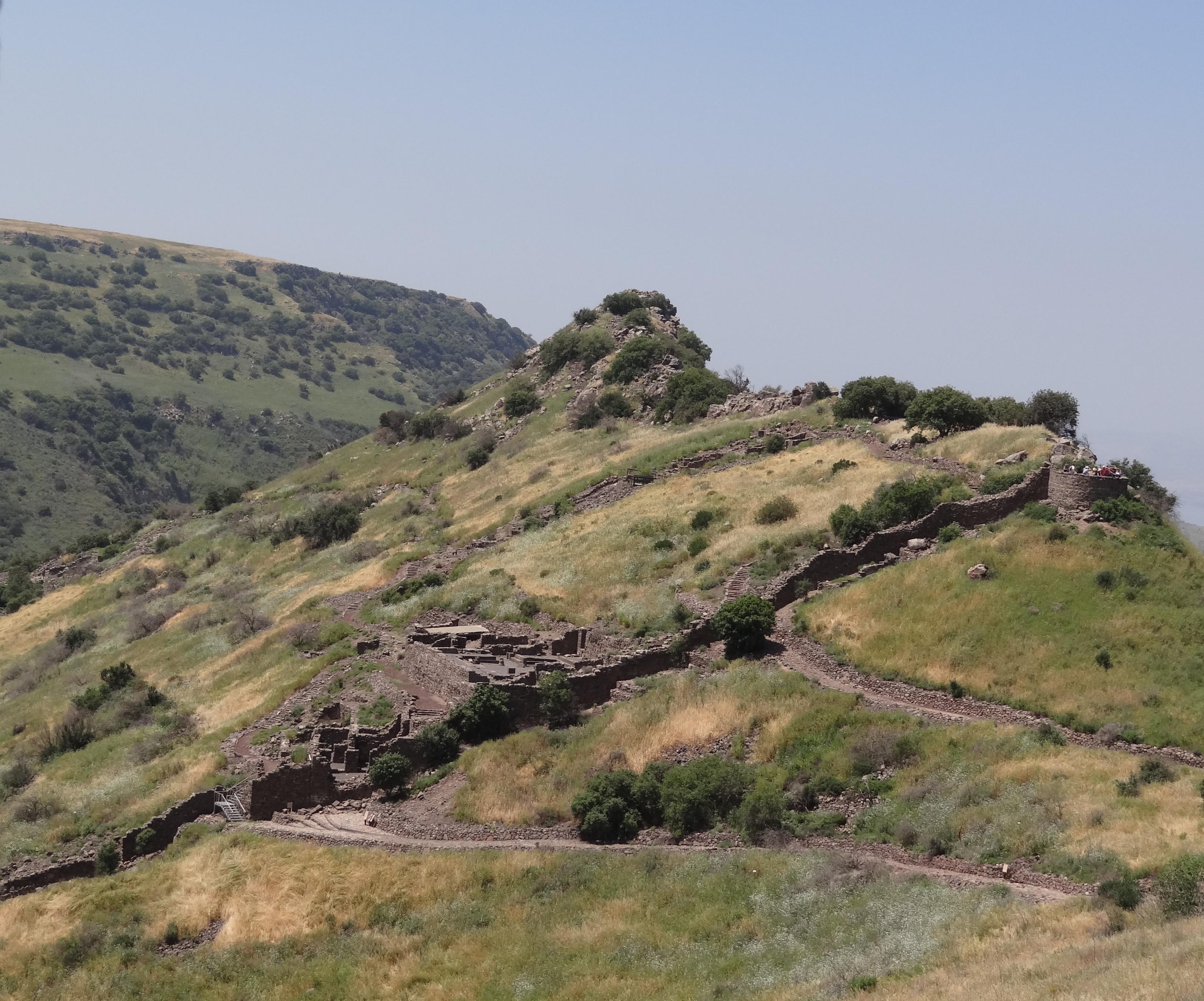
Панорама Гамлы

Город находился на холме между долинами ручьёв Гамла и Далиот. Он был построен на небольшом седле базальтового хребта и был окружён глубокими ущельями, что обеспечивало городу сильные преимущества в обороне. Единственная дорога подходила к городу с востока. В этом месте была построена массивная крепостная стена из квадратных базальтовых камней до 6 м толщиной. Сам город располагался на более пологом южном склоне. Вдоль стены располагались квадратные башни, на вершине холма у северной оконечности стены находилась круглая башня, которая была построена намного раньше стены (вероятно ещё в период Селевкидов) и до начала военных действий предположительно была единственным оборонительным укреплением в Гамле. В нижней части стены ещё 2 башни охраняли въезд в город — так называемые «водяные ворота», в середине стены находились так называемые «ворота двух башен», которые антиковед Самуэль Рокко считает официальным въездом в город.
Здания города были построены на террасах с лестницами. В западной части города были найдены богатые дома и производственные помещения.
В качестве столицы Голан город просуществовал около 150 лет. Город был знаменит производством высококачественного оливкового масла. Активно развивался в правление Ирода Великого. В дальнейшем Гамла была спорной территорией между Иродом Антипой и набатейским царём Аретой IV
В вопросах культа и быта Гамла была типичным традиционалистским еврейским поселением. Так, археологи обнаружили древнюю синагогу и большое число разных ритуальных предметов. Кроме общеизвестных вещей — таких, как миквы и ритуальная посуда, — была обнаружена странная архитектурная деталь. Оба входа в узкий переулок между двумя домами были частично перекрыты достроенными позже пилястрами. С практической архитектурной точки зрения эти пилястры никакой функции не несли, из чего был сделан вывод, что у них было ритуальное значение: они символизировали эрув — ритуальное объединение собственности разных людей в общее пользование, позволявшее переносить из одного здания в другое предметы во время шаббата. В отличие от ряда других мест, в Гамле не было обнаружено изображений людей и животных, которые были связаны с языческими культами.
С начала 1 тысячелетия, когда римляне превратили бывшее Иудейское царство в провинцию Иудея, выходцы из Гамлы играли важную роль в борьбе за независимость. В частности, Иуда Галилеянин в 4 году до н. э. поднял антиримское восстание в Сепфорисе и был убит при его подавлении. Его сыновья Яаков и Шимон воевали против римлян в 46 году, третий сын Менахем бен-Яир стал вождём сикариев, а ещё один родственник Элазар бен-Яир возглавлял оборону крепости Масада.
В период антиримского восстания 66-71 гг. Гамла стала одним из опорных пунктов восставших. Взятие Гамлы в 67 году н. э. римлянами описано очевидцем событий Иосифом Флавием в труде «Иудейская война», 4 книга, 1 часть. По собственному свидетельству, Иосиф занимался ранее укреплением обороны Гамлы, знал её жителей, а после взятия римлянами в плен в Йотапате наблюдал за осадой Гамлы из римского лагеря. Ряд деталей осады Гамлы в описании Флавия являются неправдоподобным вымыслом и не подтверждаются археологическими исследованиями. Зато географические описания сделаны Флавием достаточно точно и позволяют идентифицировать множество объектов и связанных с ними событий.
Флавий пишет, что вначале Гамла была лояльна к властям, но с приходом в город повстанцев, оппозиционных Агриппе II, горожане присоединились к сопротивлению. Руководство перешло в руки крайних противников римской оккупации — зелотов.

### Осада Гамлы
Город выдержал первую семимесячную осаду, которую организовал в 66 году н. э. царь Иудеи Ирод Агриппа II.

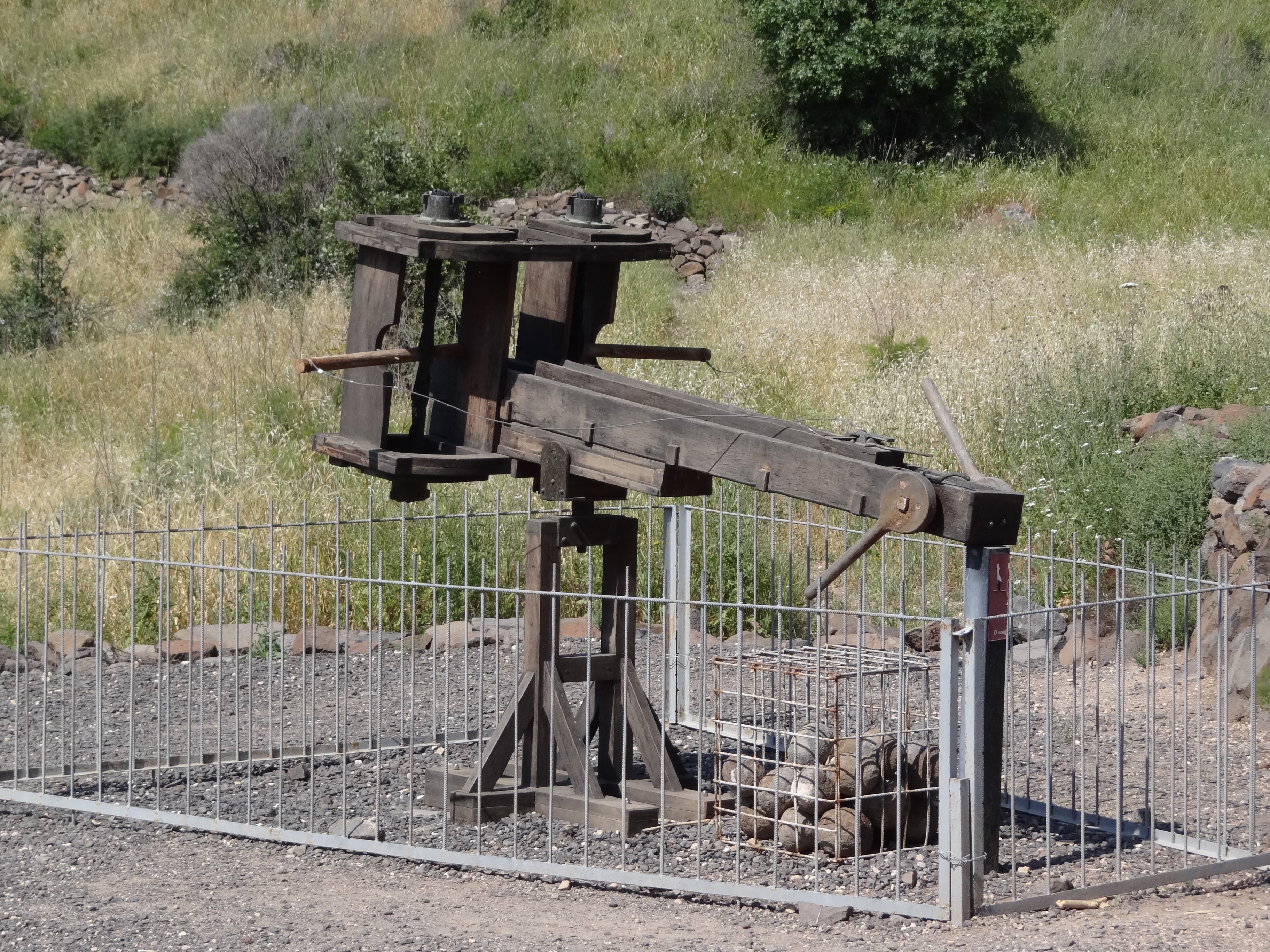
Реконструкция римской баллисты

12 октября 67 года 3 римских легиона (V Македонский, X Охраняющий пролив и XV Аполлонов) общей численностью около 60 тысяч солдат под командой Веспасиана начали вторую осаду. Жителей города, включая вооружённых повстанцев, было по данным Флавия всего 9000 человек. Кеннет Аткинсон называет это число явно завышенным. Тем не менее, Дани Сион пишет, что перед осадой Гамла стала городом-убежищем, в которое стекались как повстанцы со всей Галилеи, так и жители окрестных деревень. Места в городе было мало, и даже городская синагога была приспособлена для проживания беженцев.
Захват города имел принципиальное значение для Веспасиана. По существующей стратегии следовало захватить и подавить все очаги сопротивления по пути следования, какими бы небольшими они ни были. Кроме того, евреи рассчитывали, хотя и необоснованно, на возможную помощь от единоверцев из Вавилона и военную интервенцию Парфянского царства. Хотя Флавий, руководивший укреплением обороны Гамлы, описывает её как крепость, археологические изыскания показывают, что фактически стены строились фрагментарно, заполняя промежутки между домами для создания сплошной линии укреплений, а некоторые дома, мешавшие строительству, даже были снесены.
Согласно обычной римской тактике, если город не сдавался и не мог быть сразу взят штурмом, его окружали и возводили циркумвалационную стену снаружи. Однако при осаде Гамлы такие стены, судя по всему, не возводились, равно как и укрепления вокруг римского лагеря. Римляне не собирались долго задерживаться под Гамлой и не ожидали нападения со стороны защитников. Видимо, по этой причине каких-либо стационарных укреплений, оставшихся от римских лагерей вокруг Гамлы, обнаружить не удалось.

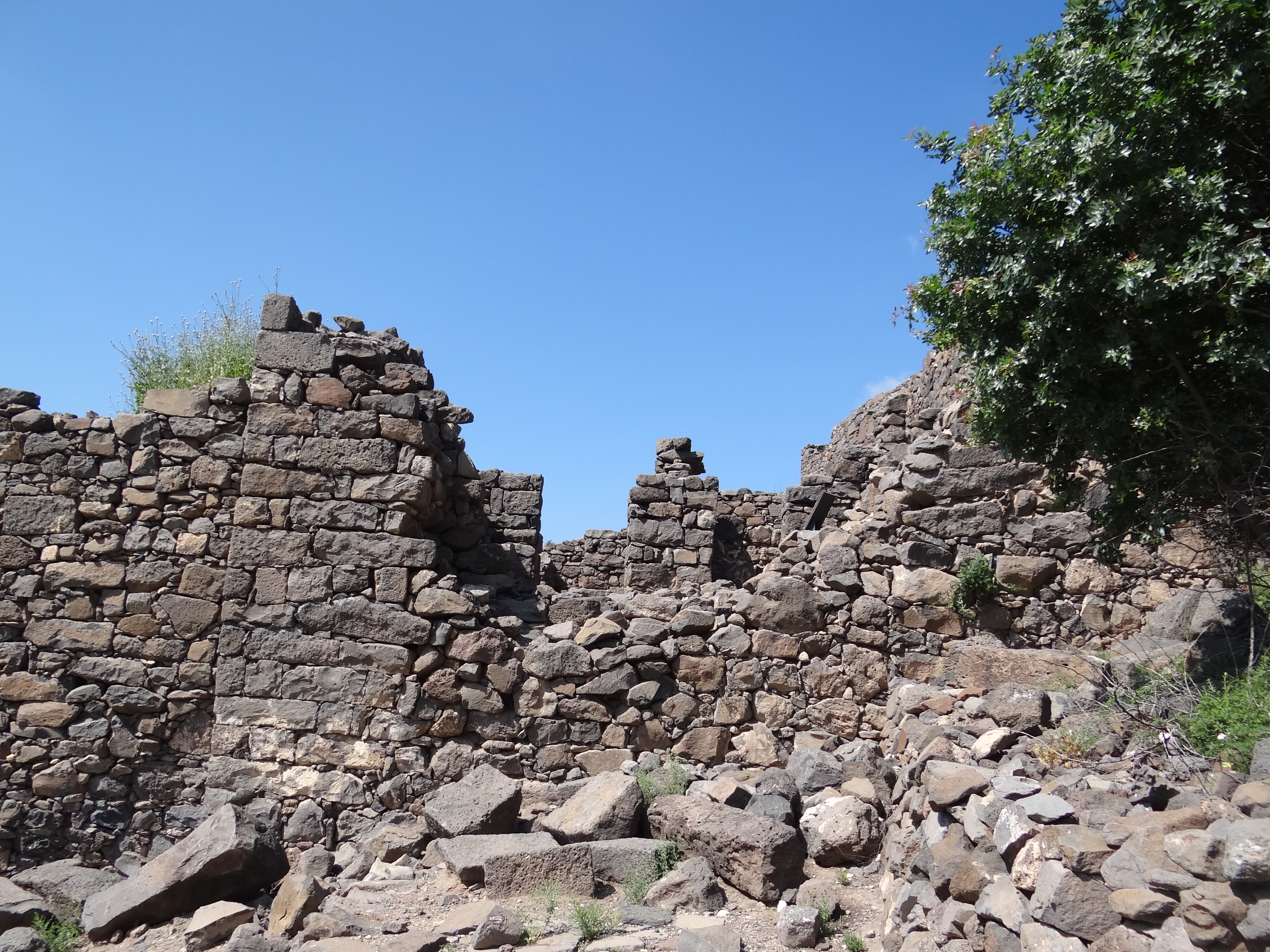
Пролом в крепостной стене

Город был подвергнут сильному обстрелу каменными ядрами и стрелами с горящей паклей, которые метали баллисты и катапульты с соседних холмов. Они располагались примерно в 300 метрах от стен города. Осада продолжалась 1 месяц. Стена города была пробита в нескольких местах на узком участке общей шириной около 50 метров, там же происходили основные столкновения. Вокруг крупнейшей бреши, ширина которой достигала 5 метров, археологами было найдено множество каменных ядер и наконечников стрел, как снаружи, так и внутри, что свидетельствует об ожесточённой схватке между осаждающими и защитниками города.

### Штурм и падение
При первом штурме ворвавшийся в город отряд римлян был уничтожен защитниками, поскольку нападающие не смогли использовать численное преимущество в узких улицах Гамлы и были перебиты обстреливавшими их с более высоких мест евреями. Флавий пишет, что в тесноте, когда передние ряды стремились отступить из-под обстрела, а задние напирали, солдаты влезали на низкие крыши домов, которые в итоге не выдержали и рухнули, убивая тех, кто стоял на них, под ними и ниже. Римская армия обратилась в бегство.

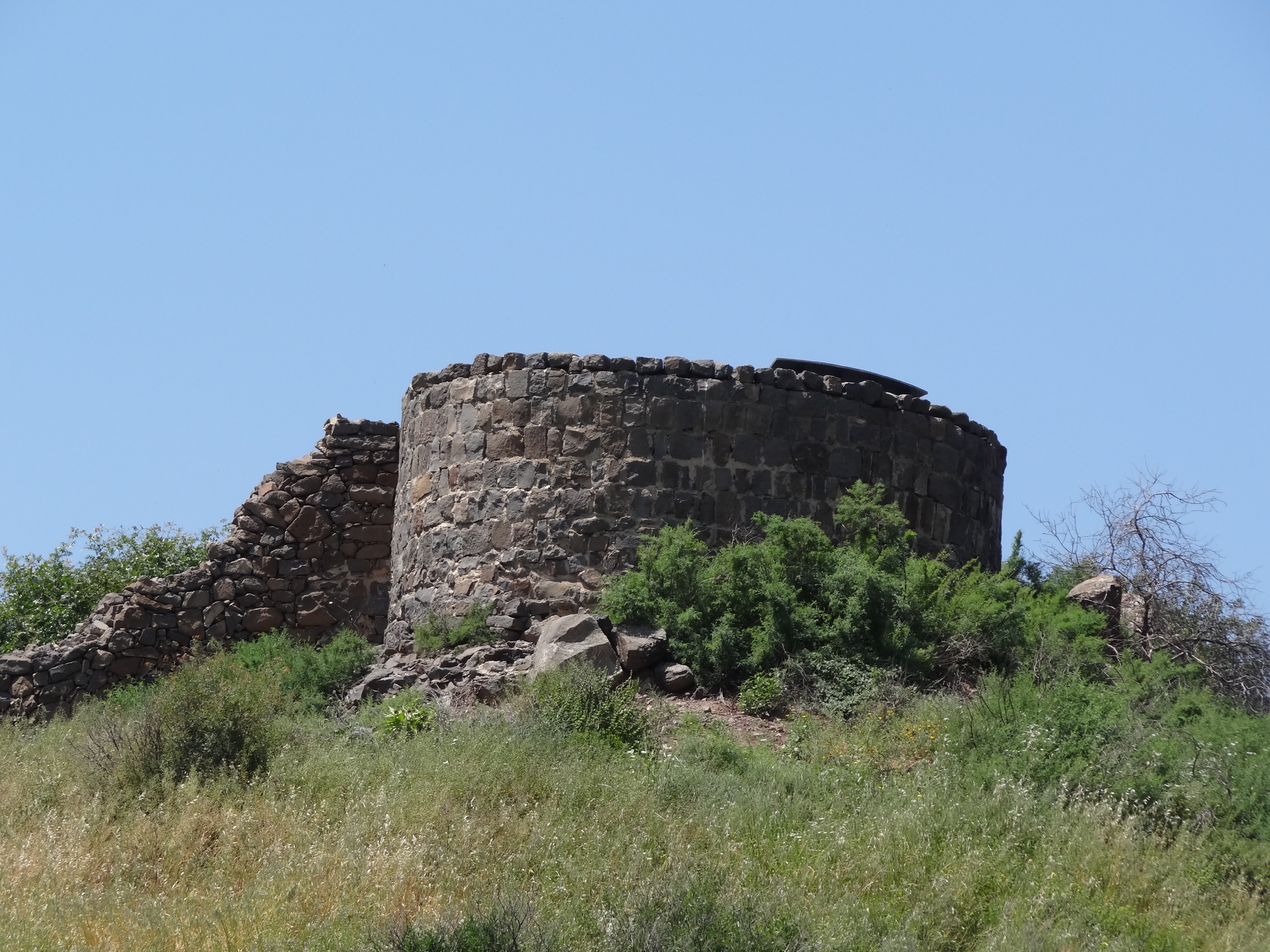
Круглая башня (реконструкция)

Через несколько дней римлянам удалось разрушить круглую башню.

…три солдата пятнадцатого легиона перед началом рассвета подкрались в самую высшую башню, стоявшую насупротив их лагеря, и тихо подкопали её, между тем как находившаяся на ней стража не заметила ни их приближения (так как это случилось ночью), ни их присутствия внутри башни. Солдаты бесшумно сдвинули с места пять громаднейших камней и быстро отскочили прочь, после чего башня с грохотом рухнула.— Иосиф Флавий. Иудейская война
Этот отрывок обычно рассматривается как вымысел, но Дани Сион пишет, что такое вполне возможно, поскольку башня не имела фундамента, была построена прямо на почве и камни действительно могли быть выбиты.
На следующий день, 10 ноября, римляне, сломив оборону города, повторно ворвались в Гамлу. В резне погибло около 4000 жителей, остальные, по утверждению Флавия, чтобы не сдаваться в плен, бросились в пропасть с гребня холма.

Повсюду раздавались душераздирающие крики умирающих, и кровь, запрудившая весь город, лилась по склонам. Потеряв надежду на спасение, многие [евреи] хватали жен и детей и бросались вместе с ними в глубочайшее ущелье… Так пала Гамла.
— Иосиф Флавий. Иудейская война
В живых остались только две женщины, которым удалось спрятаться. Город прекратил существование и был забыт. Некоторые защитники Гамлы, которым ранее удалось уйти из города, присоединились к повстанцам в Иудейской пустыне.
Дани Сион, отмечая, что утверждение о массовом самоубийстве жителей Гамлы обычно принимается на веру широкой публикой, сам ставит его под сомнение. Как он указывает, есть лишь одно место на холме, откуда можно прыгнуть в пропасть, но добраться до него по скалам сложно, и для тысяч стариков, женщин и детей нереально. Сама по себе эта точка вмещает несколько десятков, но не тысяч человек. Кроме того, в отличие от защитников Масады, имевших достаточно времени для выработки плана о массовом самоубийстве, у жителей Гамлы в разгар боя просто не было такой возможности. Возможно, часть жителей погибла в попытках спуститься, но преднамеренного массового самоубийства, вероятно, не было. Добавление вымыслов, подчёркивающих ужасы войны, было характерно для эллинистической литературы того времени. Аткинсон считает, что описание массового самоубийства, помимо воспевания героизма, могло нести функцию предупреждения о бесполезности дальнейших восстаний.

### Оценки
Оборону Гамлы часто сравнивают с более известной героической историей о крепости Масада, где защитники, не желая сдаваться римлянам, покончили с собой. Иногда Гамлу называют даже «северной Масадой» или «Масадой Голан». Однако Дани Сион подчёркивает, что Масада была именно крепостью, изначально построенной как фортификационный объект, где укрывалось несколько сотен семей восставших и где сражения как такового не было. А Гамла была городом, где фортификация производилась в связи с военными действиями и где перед захватом и разрушением шли настоящие тяжёлые бои. Разницу между ситуациями в Гамле и Масаде отмечают также Аткинсон и другие историки.
Менахем Штерн писал, что отчаянная оборона Гамлы и ряда других городов Иудеи произвела на современников сильное впечатление и победа в этой войне считалась важнейшим военным достижением первой римской династии Флавиев.

## Поиск и идентификация
Точное местонахождение Гамлы оставалось неизвестным до 1968 года. Ошибочные версии относительно её местонахождения предлагались разными исследователями с 1845 года. Гипотезы опирались на описание местоположения Гамлы в четвёртой книге «Иудейской войны» Иосифа Флавия:

К последним примкнула также Гамала — город, лежавший против Тарихеи, по ту сторону озера и составлявший вместе с Соганой и Селевкией (II, 20, 6) границу владений Агриппы. Гамала и Согана принадлежали к Гавлану (первая — к нижней его части, а последняя — к верхней, называемой собственным Гавланом)…
Путаницу усугубляло то обстоятельство, что до 1909 года место Тарихеи также определялось неверно. Согласно версии, господствовавшей с 1845 года по конец 1870-х годов, Гамла находилась в районе Калат аль-Хусн, который сейчас считается местонахождением древнего города Гиппоса (он же Сусита) на восточном берегу озера. Согласно другой версии, это был район Бет-Йерах на южном берегу. По предположению Конрада Фюрера, выдвинутому в 1889 году, Гамла была идентифицирована в районе Тель ад-Дра, он же Тель аль-Эхдеб, в долине реки Рукад, в 15 километрах к юго-востоку от реального расположения Гамлы. Там располагалась сирийская деревня Джамлие.
После перехода Голанских высот под контроль Израиля в 1967 году в результате Шестидневной войны в этот район было отправлено несколько археологических экспедиций, одна из которых, под руководством Ицхака Галя, обнаружила остатки города, описание которых совпадало с текстами Флавия. На старых картах вершина называется эс-Салам или эс-Санам («горб»).

## Археологические исследования

Схема археологических раскопок Гамлы

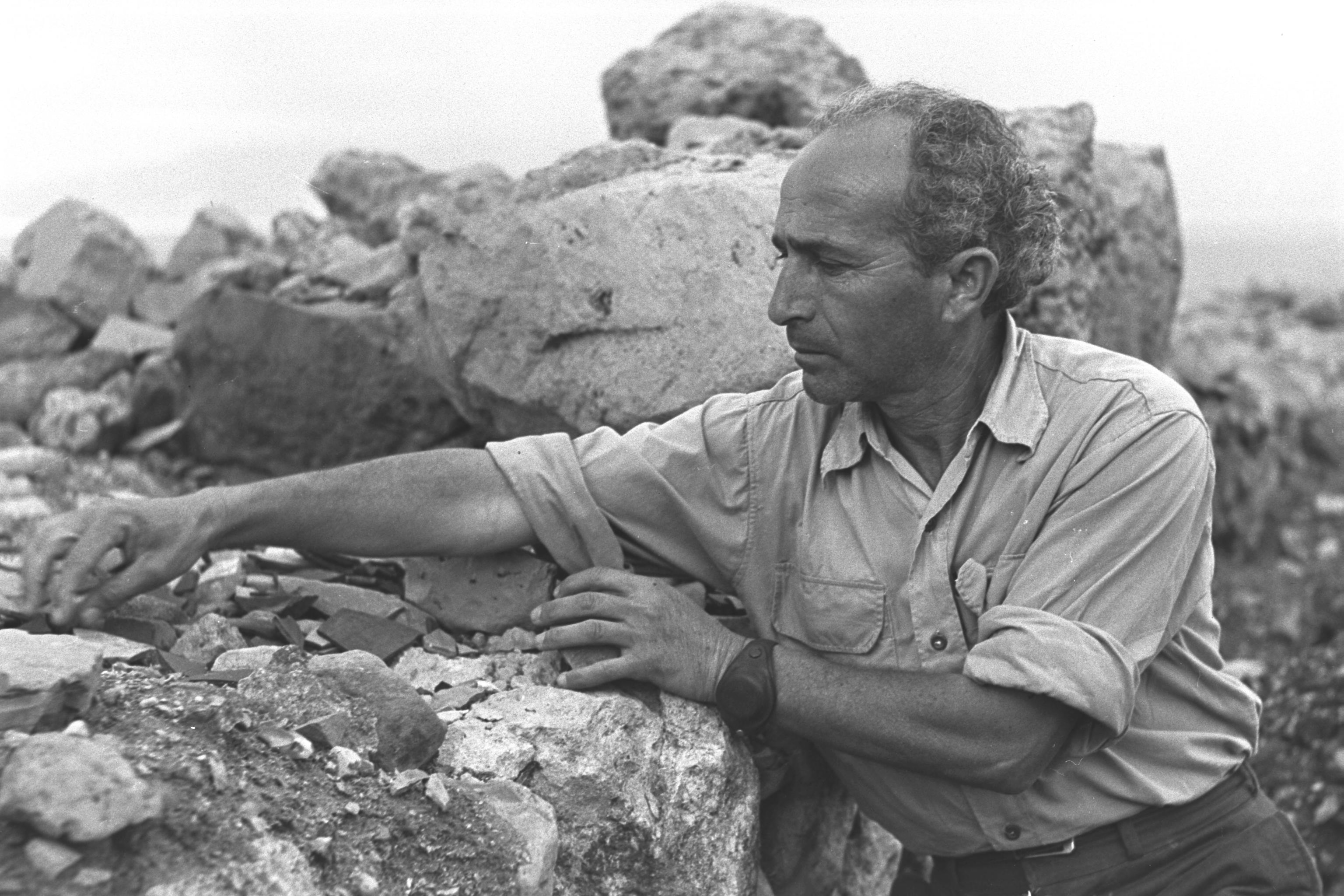
Исследователь Гамлы археолог Шмарья Гутман

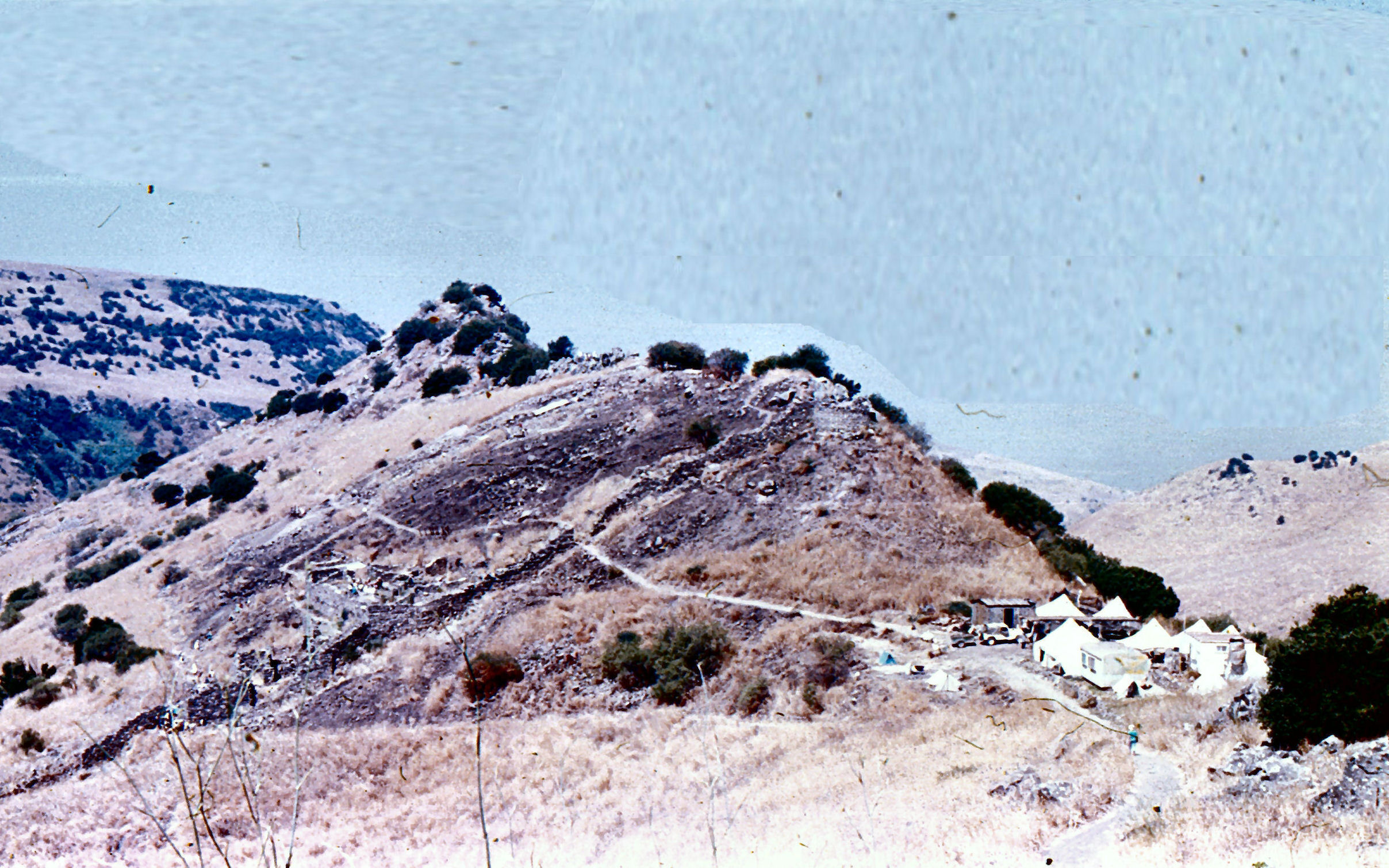
Археологическая экспедиция в Гамле

В 1970—1980-е годы здесь проводились интенсивные археологические раскопки. Первое обследование было проведено в 1970 году, оно подтвердило первоначальные предположения об обнаружении Гамлы. Археологические раскопки начались с 1976 года.
Наиболее известным из исследователей Гамлы был израильский археолог Шмарья Гутман, который занимался этой темой 14 лет (1976—1989). После смерти Гутмана его работа в 1997—2000 годах была продолжена Дани Сионом и Цви Ябуром. Из-за сложностей рельефа все работы проводились вручную, без какой-либо механизации. Во второй период, помимо собственно археологических изысканий, были также проведены работы по созданию туристического объекта: строительство дороги, оформление, реконструкция и т. д.
Из общей площади в примерно 45 акров, которую занимал город, археологами исследованы только два небольших участка — на западе и востоке поселения , всего около 5 % территории.
Одной из загадок, так и не решённых исследователями, было полное отсутствие человеческих костей в развалинах города — при том, что в массовой гибели жителей и римских легионеров нет никаких сомнений. Дани Сион полагает, что римляне позволили некоторым евреям временно вернуться в Гамлу, чтобы похоронить мёртвых, своих же солдат они кремировали, что было стандартной практикой того времени. Места захоронений пока не найдены, но их аналоги в других местах, в частности в Йотапате, позволяют сделать такое предположение.

### Археологические находки
Археологические находки в Гамле предоставили историкам уникальную возможность изучения еврейской жизни конца периода Второго Храма. В частности, исследования доказывают, что, хотя активное освоение Голан началось при Александре Яннае, евреи начали селиться здесь гораздо раньше — как минимум во втором веке до н. э., о чём свидетельствует большое число монет периода правления Гиркана I (134—104 гг. до н. э.)

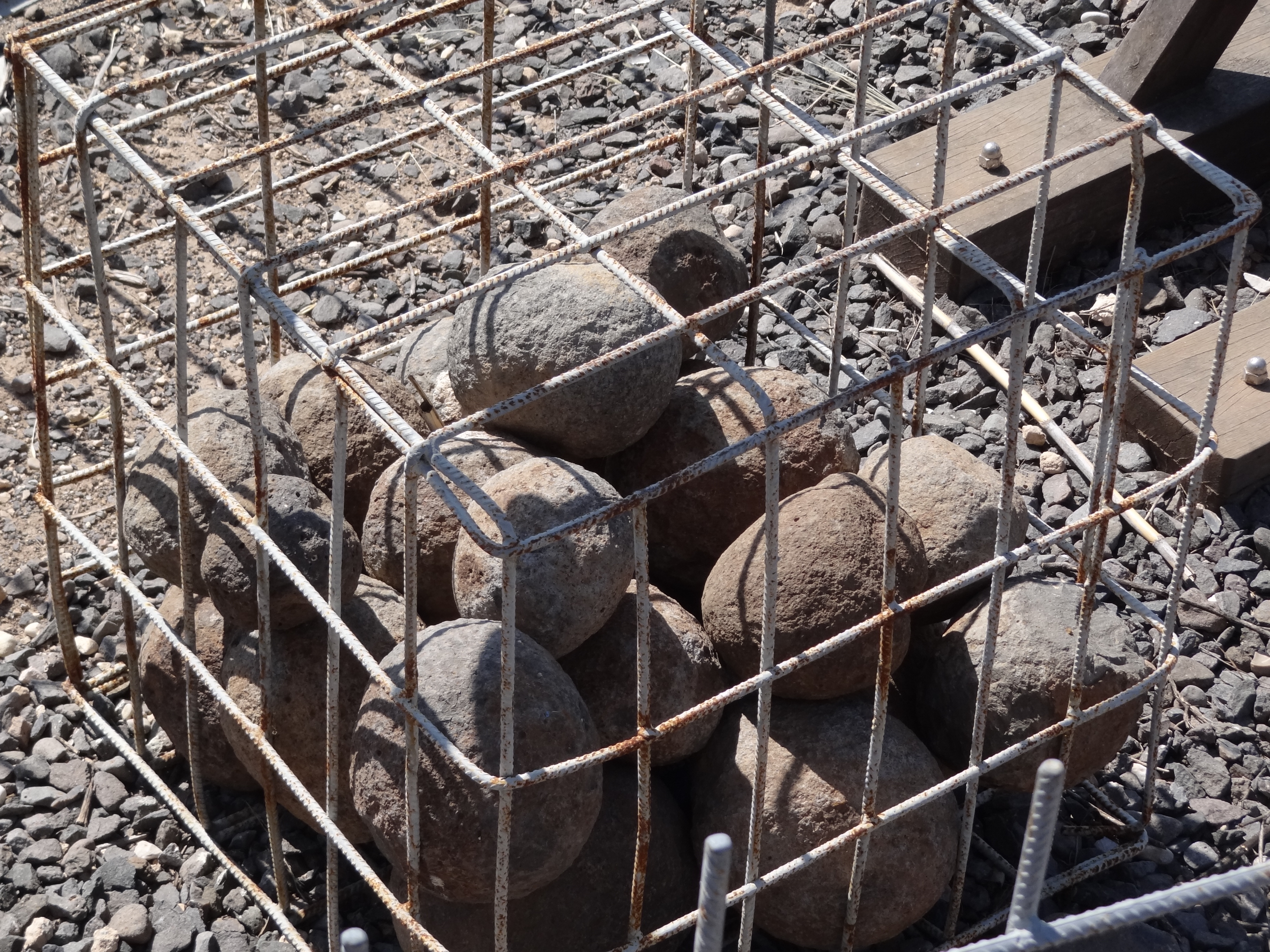
Каменные ядра

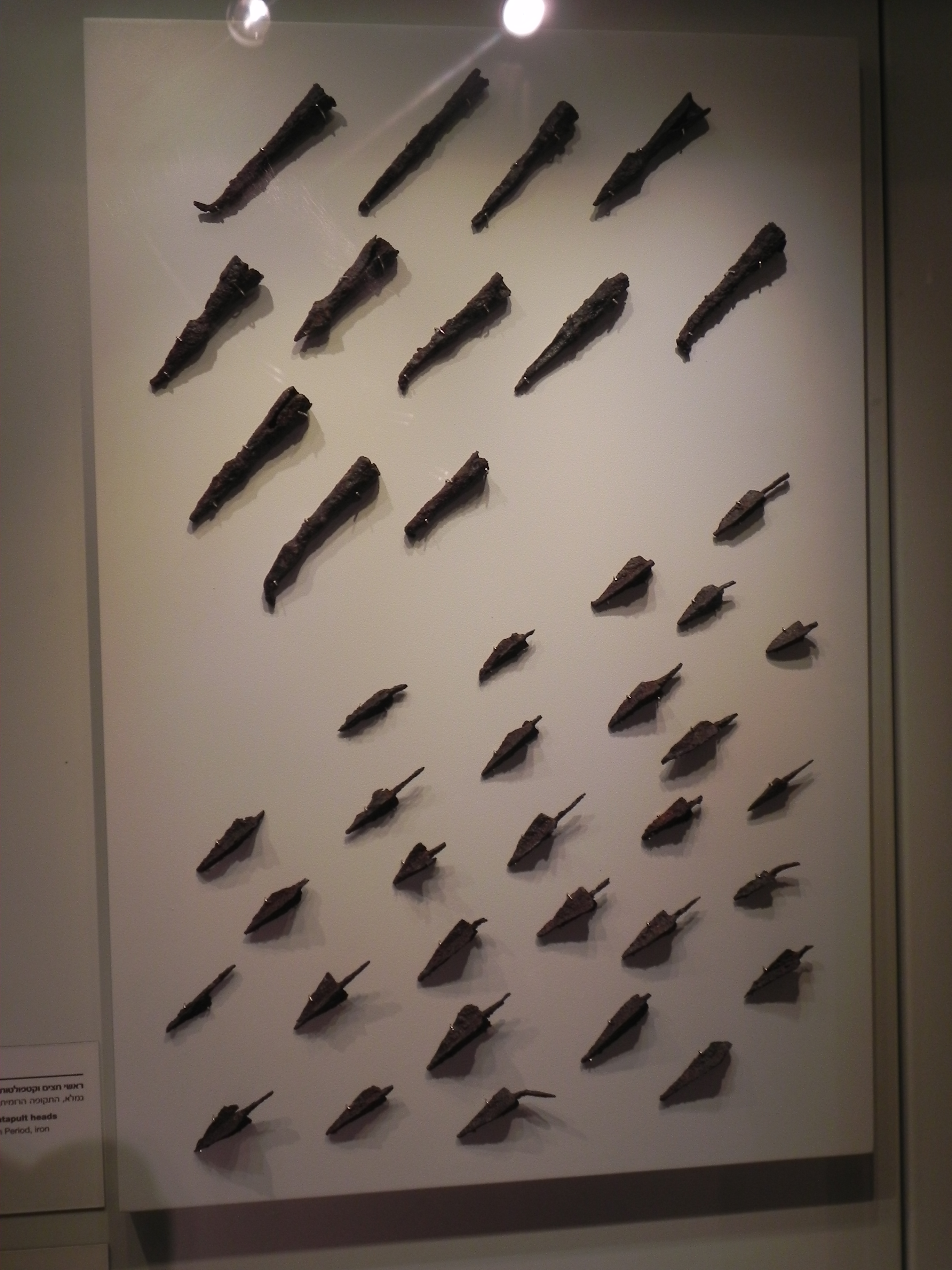
Наконечники стрел

Помимо монет, в Гамле было найдено большое количество оружия, синагога периода Второго храма, различные ритуальные предметы (например, масляные лампы и меноры), множество различных предметов быта и ювелирные украшения. Также в городе обнаружены маслодавильни, маслохранилища, 4 миквы и остатки больших строений с цветной штукатуркой.
Основные археологические находки Гамлы находятся в Музее древностей Голан города Кацрин.

#### Оружие
Одним из важных успехов археологов было обнаружение огромного количества древнего оружия. Число найденных в Гамле каменных ядер и наконечников для стрел является рекордным для находок на всей территории Римской империи. В частности, было собрано около 2000 ядер из базальта, 1600 металлических наконечников стрел, части римских шлемов, доспехов, щиты и множество другого оружия и военных принадлежностей.

#### Монеты
Также в Гамле было обнаружено 6314 древних монет, в том числе уникальные монеты собственной чеканки. Большинство из них (6164) были найдены во время 14 сезонов раскопок под руководством Гутмана (1976—1989), 24 во время консервационных и реставрационных работ в 1990—1991 годах и остальные 126 — во время 4-х сезонов раскопок, проведённых Дани Сионом и Цви Ябуром в 1997—2000 годах. Ещё 153 монеты из Гамлы впоследствии «нашли» в коллекции кибуца Саса
В числе найденных монет:
| Период             | Количество | Процент |
| ------------------ | ---------- | ------- |
| Хасмонеи           | 3964       | 62,8 %  |
| Финикийские города | 928        | 14,7 %  |
| Селевкиды          | 610        | 9,7 %   |
| Неопознанные       | 419        | 6,6 %   |
| Иродиады           | 304        | 4,8 %   |
| Другие             | 89         | 1,4 %   |

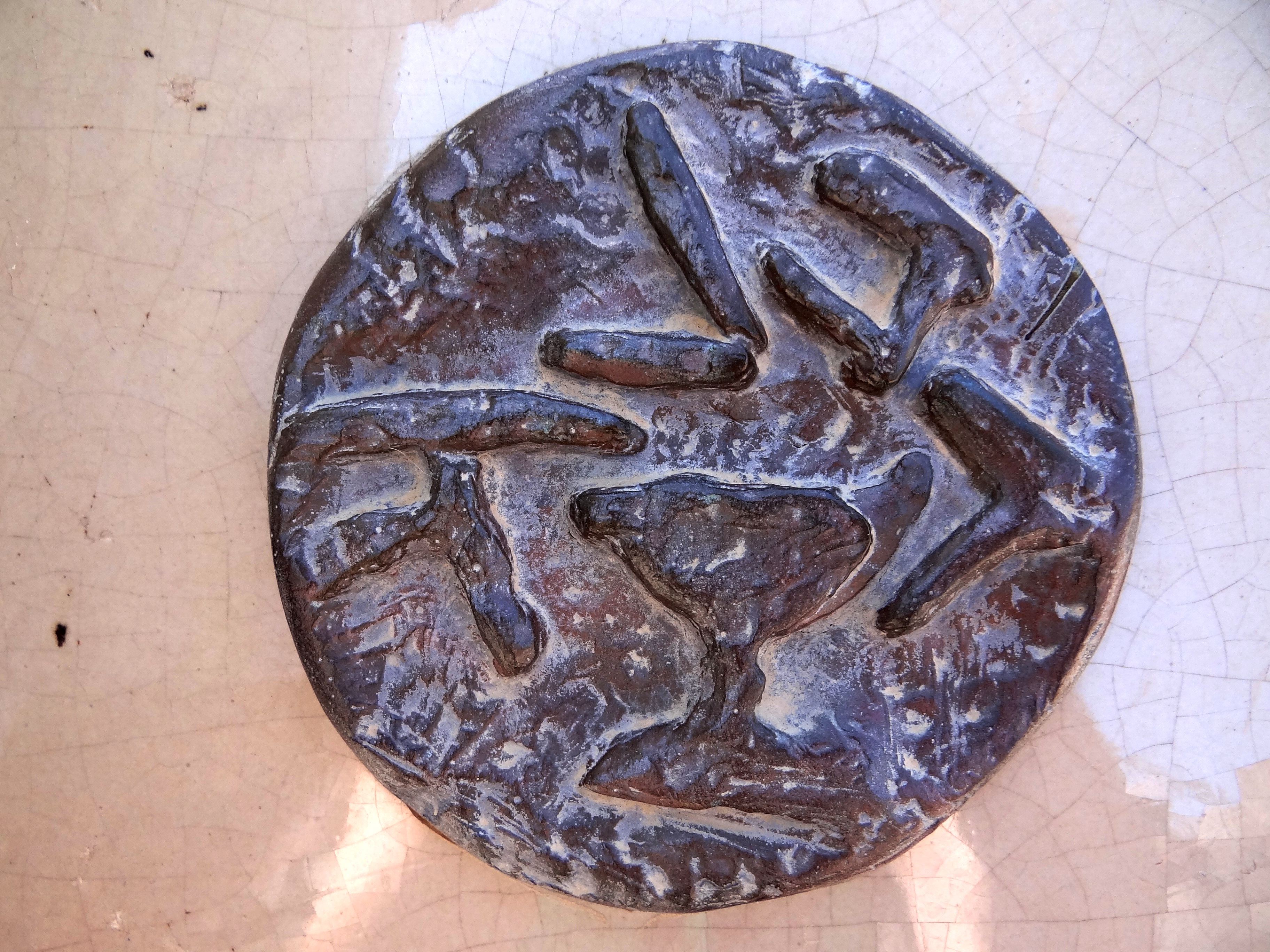
Монета гамлского чекана — аверс

Всего обнаружено 9 образцов монет гамлского чекана времён восстания. Из них 7 было найдено непосредственно в Гамле, одна — в Александрионе и одна (предположительно похищенная в Гамле) — у коллекционеров. Гамлская монета, найденная в Александрионе, свидетельствует о контактах восставших с Галилеей. Историки, в частности Дани Сион, Яаков Мешорер и Давид Эйдлин, активно обсуждали факт чеканки вне Иерусалима монет повстанческого государства. Как пишет Евгений Валленберг, этот факт «открывает самые широкие горизонты для историка в изучении социальной и экономической истории восстания, исследовании партии зелотов как самостоятельного и самодостаточного политического формирования». Исследователи отмечают надписи на монетах, сделанные малоквалифицированными ремесленниками синтезом букв палеоеврейского и арамейского письма: на одной стороне надпись «Избавление», на другой — «Святому Иерусалиму».
Шмарья Гутман писал:

Я не понимал, что двигало защитниками крепости, пока мы не нашли отчеканенную в осаждённом городе монету, на которой было написано: «Избавление Святому Иерусалиму». Защитники города верили, что, остановив врага на Голанах, они спасут Вечный город… Покорив Гамлу, римляне пошли на Иерусалим, и после 3 лет осады Вечный город пал.— 
Дани Сион считает, что монеты несли важную идеологическую функцию пропаганды идеи борьбы за освобождение.

#### Древняя синагога

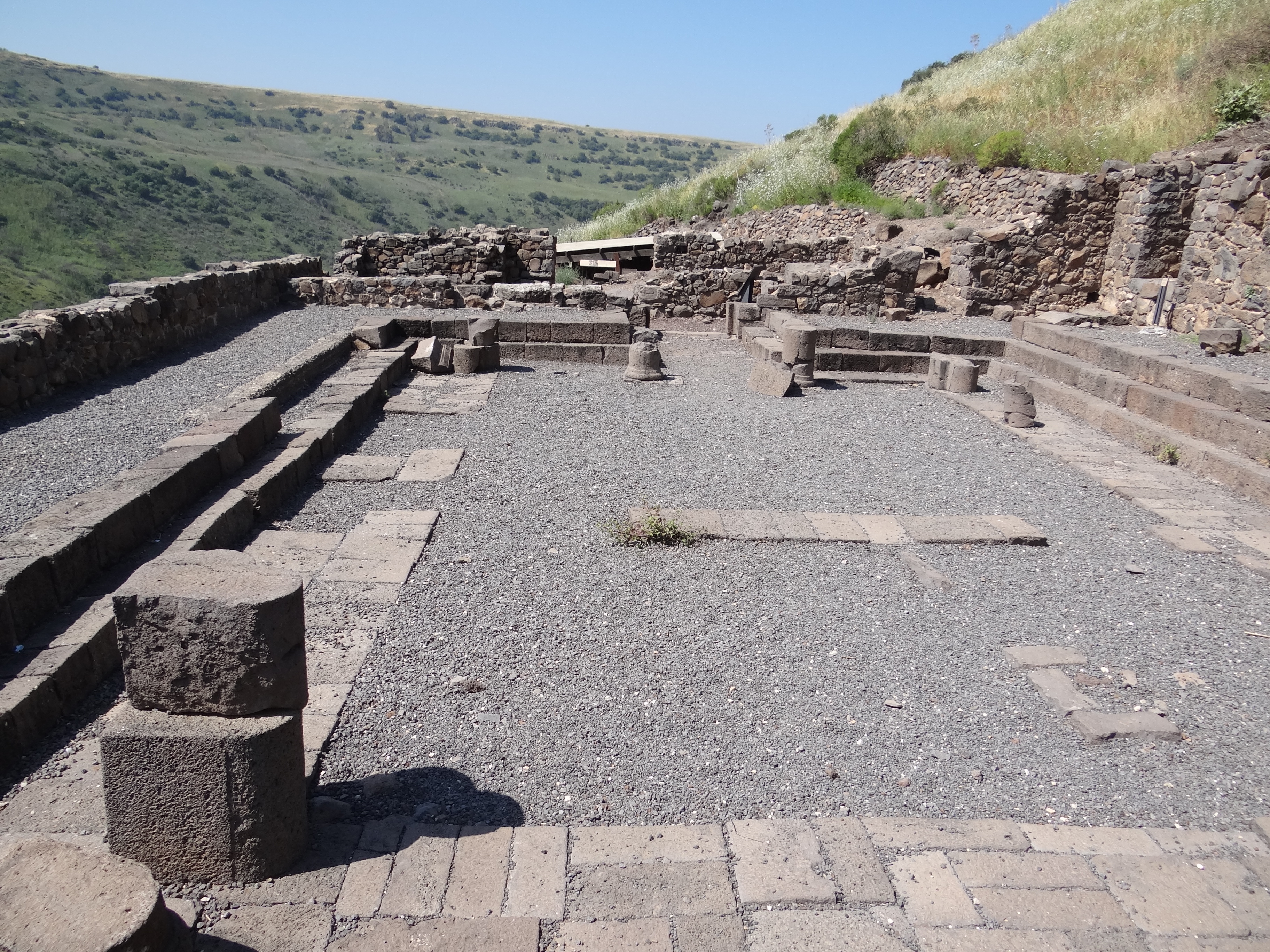
Древняя синагога

В восточной части города археологи раскопали руины городской синагоги Гамлы, которая примыкала к внешней крепостной стене. Она имела прямоугольную форму (25,5 на 17 м). Вдоль стен было расположено 4 ряда каменных скамей. Столбы в центре зала поддерживали крышу. Такое планирование зала характерно для синагог в Галилее. Во дворе широкие ступени вели вниз к микве. Хотя большинство синагог строились дверями в сторону Иерусалима, в Гамле дверь синагоги выходила на юго-восток, вероятно, из-за сложного рельефа местности.
Сама по себе синагога, действовавшая в период до разрушения Второго храма (70 г.), является важным аргументом в дискуссии историков по вопросу наиболее раннего периода строительства синагог. Ранее предполагалось, что она была построена в I веке до н. э. и является самой древней синагогой на территории Израиля. Стивен Файн считает, что она построена после 40 г. до н. э. В 2012 году Ури Цви Маоз оспорил эти датировки: он полагает, что синагога была построена около 50 года н. э. Миква, по его мнению, была сделана только в 67 году, а ранее это была водяная цистерна.
В рамках реконструкции учёными была создана трёхмерная модель гамлской синагоги.

## Гамла в 2000-е годы
В 2003 году территория древнего города была включена в состав крупного одноимённого заповедника и открыта для туристов. Кроме древнего города на территории заповедника находятся станция наблюдения за орлами, самый высокий в Израиле водопад, развалины византийского поселения и множество неолитических дольменов.
В наши дни на территории гамлской синагоги религиозные посетители иногда проводят бар-мицву. В мае 2010 года остатки старого города пострадали во время крупного лесного пожара, вызванного возгоранием от снаряда, выпущенного во время военных учений.
В Израиле бытует крылатая фраза «Гамла вторично не падёт», смысл которой в том, что контроль над Голанскими высотами имеет стратегическое значение в обеспечении безопасности Израиля. В частности, эту фразу произнёс на выборах 2009 года лидер партии Ликуд Биньямин Нетаньяху, аргументируя позицию, согласно которой отдавать Голаны Сирии нельзя.

## В литературе
Гамла также названа родным городом Иешуа Га-Ноцри в романе «Мастер и Маргарита» Булгакова; когда Понтий Пилат спросил у него:
— Откуда ты родом?

— Из города Гамалы, — ответил арестант, головой показывая, что там, где-то далеко, направо от него, на севере, есть город Гамала.